# Тансен, Клодина Герен де
Клодина Александрина Герен де Тансен (фр. Claudine Alexandrine Guérin de Tencin; 1682—1749) — французская писательница, хозяйка литературного салона, куртизанка. Сестра кардинала Тансена, мать математика Д’Аламбера.

## Биография
Родилась в Гренобле в семье президента парламента. Воспитывалась в монастыре и по желанию родителей стала монахиней, но нарушила обет и в 1712 году получила формальное разрешение папы Климента XI уйти в мир. Стала жить в Париже, была частой гостьей литературного салона маркизы де Ламбер, где царил высокий вкус и благородные почины, и вскоре основала свой собственный салон.
От одного выделяющегося из множества других её любовников, австрийского герцога Леопольда Филиппа Аренберга, имела незаконнорождённого сына Жана, который впоследствии стал знаменитым математиком. Её брат Пьер-Поль благодаря её заботам получил мантию кардинала и министерский пост.
В литературном салоне мадам де Тансен, куда перешло большинство посетителей салона маркизы де Ламбер, после смерти последней в 1733 году, бывали Бернар де Фонтенель, Шарль де Монтескьё, Шарль Сен-Пьер, Пьер де Мариво и другие.
Романы мадам де Тансен печальны и камерны, в них мало внешних событий; здесь действуют добродетельные натуры, они до самой смерти верны долгу и любви, которая понимается автором возвышенно и героически.

## Сочинения
- «Записки графа де Комменжа»[1] (Mémoires du comte de Comminge, 1735) — вышел анонимно, авторство тщательно скрывалось
- «Осада Кале» (Le Siège de Calais, 1739)
- «Злоключения любви» (Les Malheurs de l’amour, 1747)
- «Анекдоты двора и царствования Эдуарда II, английского короля» (Anecdotes de la cour et du règne d’Édouard II, Roi d’Angleterre, 1776)